# Dampierre (Haute-Marne)
Dampierre is een gemeente in het Franse departement Haute-Marne (regio Grand Est) en telt 371 inwoners (1999). De plaats maakt deel uit van het arrondissement Langres.

## Geografie
De oppervlakte van Dampierre bedraagt 16,1 km², de bevolkingsdichtheid is 23,0 inwoners per km².
De onderstaande kaart toont de ligging van Dampierre (Haute-Marne) met de belangrijkste infrastructuur en aangrenzende gemeenten.

## Demografie
Onderstaande figuur toont het verloop van het inwonertal (bron: INSEE-tellingen).